# Individuell fälttävlan i ridsport vid olympiska sommarspelen 1976
Individuell fälttävlan i ridsport vid olympiska sommarspelen 1976 var en av sex ridsportgrenar som avgjordes under de olympiska sommarspelen 1976. 

## Medaljörer
| Event        | Guld              | Silver                 | Brons                     |
| Individuellt | Edmund Coffin USA | John Michael Plumb USA | Karl Schultz Västtyskland |

## Resultat
| Ryttare                    | Nation         | Placering | Poäng   |
| -------------------------- | -------------- | --------- | ------- |
| Edmund Coffin              | USA            | 1         | -114,99 |
| John Michael Plumb         | USA            | 2         | -125,85 |
| Karl Schultz               | Västtyskland   | 3         | -129,45 |
| Richard Meade              | Storbritannien | 4         | -141,35 |
| Wayne Roycroft             | Australien     | 5         | -178,04 |
| Gerry Sinnott              | Irland         | 6         | -178,85 |
| Jean Valat                 | Frankrike      | 7         | -187,70 |
| Jurij Salnikov             | Sovjetunionen  | 8         | -189,46 |
| Federico Roman             | Italien        | 9         | -194,14 |
| Bruce Davidson             | USA            | 10        | -200,16 |
| Juliet Graham              | Kanada         | 11        | -202,69 |
| Mervyn Bennett             | Australien     | 12        | -206,04 |
| Herbert Blöcker            | Västtyskland   | 13        | -213,15 |
| Mario Turner               | Italien        | 14        | -213,19 |
| Eric Horgan                | Irland         | 15        | -213,30 |
| Bill Roycroft              | Australien     | 16        | -215,46 |
| Valerij Dvorijaninov       | Sovjetunionen  | 17        | -218,15 |
| Jean-Yves Touzaint         | Frankrike      | 18        | -224,11 |
| Helmut Rethemeier          | Västtyskland   | 19        | -242,00 |
| Denis Pigott               | Australien     | 20        | -246,51 |
| Mary Anne Tauskey          | USA            | 21        | -269,49 |
| Alessandro Argenton        | Italien        | 22        | -274,91 |
| Cathy Wedge                | Kanada         | 23        | -286,76 |
| Prinsessan Anne            | Storbritannien | 24        | -299,30 |
| Viktor Kalinin             | Sovjetunionen  | 25        | -313,84 |
| Robin Hahn                 | Kanada         | 26        | -319,36 |
| Carlos Alfonso             | Argentina      | 27        | -449,11 |
| Rodolfo Grazzini           | Argentina      | 28        | -529,89 |
| Juan Roberto Redon         | Mexiko         | 29        | -699,41 |
| Ronnie McMahon             | Irland         | AC        | DSQ     |
| Lucinda Prior-Palmer-Green | Storbritannien | AC        | DNF     |
| Giovanni Bossi             | Italien        | AC        | DNF     |
| Hugh Thomas                | Storbritannien | AC        | DNF     |
| Jim Day                    | Kanada         | AC        | DNF     |
| Norman van de Vater        | Irland         | AC        | DNF     |
| Otto Ammermann             | Västtyskland   | AC        | DNF     |
| Thierry Touzaint           | Frankrike      | AC        | DNF     |
| Dominique Bentejac         | Frankrike      | AC        | DNF     |
| Gen Ueda                   | Japan          | AC        | DNF     |
| David Bárcena              | Mexiko         | AC        | DNF     |
| Carlos Rawson              | Argentina      | AC        | DNF     |
| Pyotr Gornusjko            | Sovjetunionen  | AC        | DNF     |
| Kenkichi Ishiguro          | Japan          | AC        | DNF     |
| Silvia de Luna             | Guatemala      | AC        | DNF     |
| Ángel Boyenechea           | Argentina      | AC        | DNF     |
| Rita de Luna               | Guatemala      | AC        | DNF     |
| José Luis Pérez Soto       | Mexiko         | AC        | DNF     |
| Kenji Eto                  | Japan          | AC        | DNF     |
| Maríano Bucio              | Mexiko         | AC        | DNF     |